# 巴伐利亚类石蛛
巴伐利亚类石蛛（学名：Segestria bavarica）为类石蛛科类石蛛属的动物。在中国大陆，分布于安徽等地。该物种的模式产地在安徽潜山。